# Hyperhomala virescens
Hyperhomala virescens är en insektsart som beskrevs av Jean Guillaume Audinet Serville 1831. Hyperhomala virescens ingår i släktet Hyperhomala och familjen vårtbitare. Inga underarter finns listade i Catalogue of Life.

## Bildgalleri

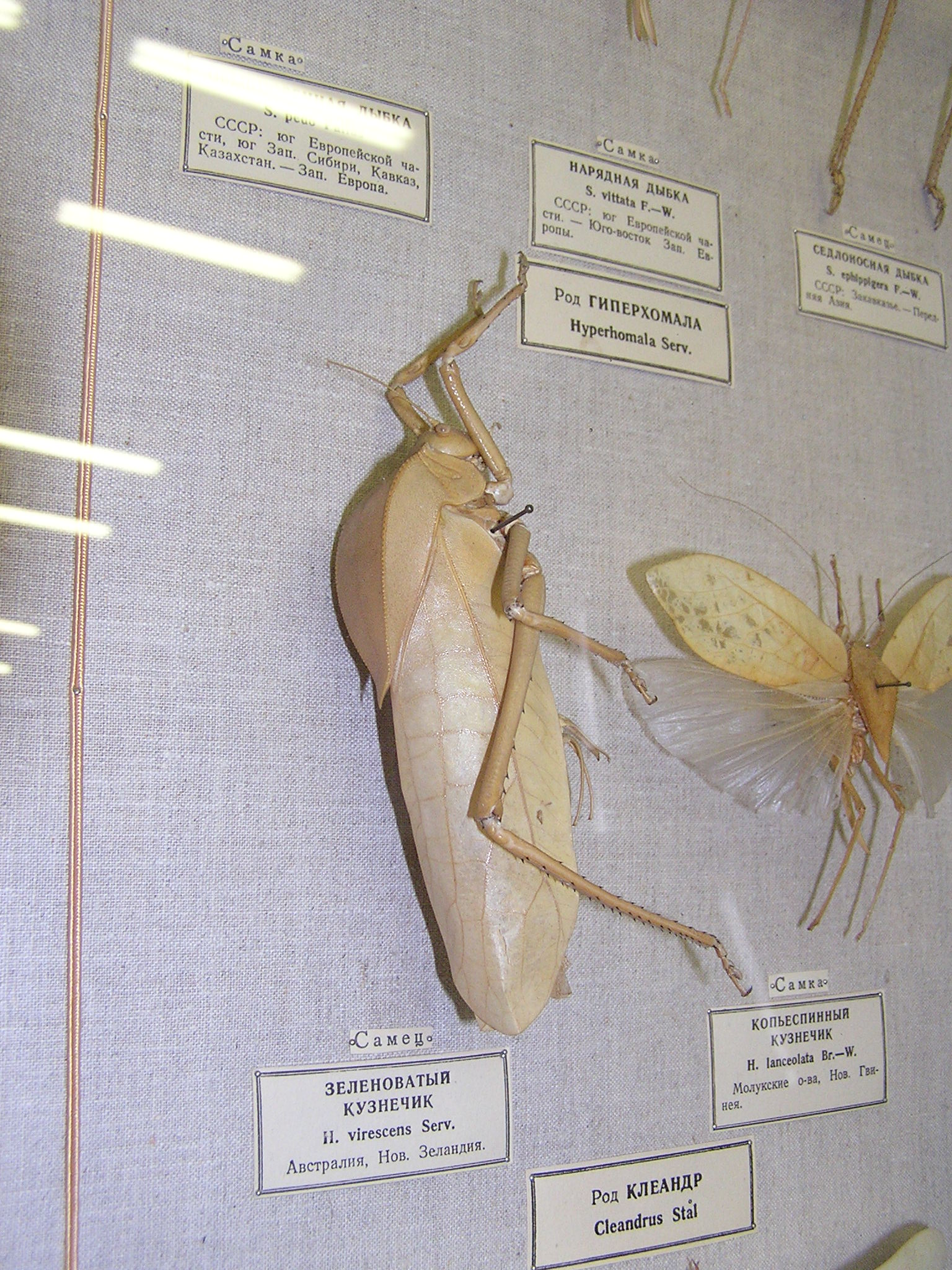